# Berliner Fußballmeisterschaft 1915/16
Die Berliner Fußballmeisterschaft 1915/16 war die fünfte unter dem Verband Brandenburgischer Ballspielvereine (VBB) ausgetragene Berliner Fußballmeisterschaft. Die Meisterschaft wurde in dieser Saison in einer Gruppe mit zehn Mannschaften im Rundenturnier mit Hin- und Rückspiel ausgetragen. Am Ende konnte der Berliner TuFC Viktoria die Meisterschaft zum zweiten Mal gewinnen. Aufgrund des Ersten Weltkriegs wurde in dieser Saison erneut keine deutsche Fußballmeisterschaft ausgespielt. Absteiger gab es in dieser Saison ebenfalls erneut nicht.

## Abschlusstabelle
| Pl. | Verein                        | Sp. | S  | U | N  | Tore    | Quote | Punkte |
| --- | ----------------------------- | --- | -- | - | -- | ------- | ----- | ------ |
| 1.  | Berliner TuFC Viktoria        | 18  | 15 | 2 | 1  | 055:160 | 3,44  | 32:40  |
| 2.  | BFC Hertha 1892 (M)           | 18  | 15 | 1 | 2  | 059:230 | 2,57  | 31:50  |
| 3.  | BFC Preußen                   | 18  | 11 | 3 | 4  | 054:350 | 1,54  | 25:11  |
| 4.  | Berliner BC 03                | 18  | 9  | 2 | 7  | 048:330 | 1,45  | 20:16  |
| 5.  | Minerva 93 Berlin             | 18  | 7  | 4 | 7  | 034:290 | 1,17  | 18:18  |
| 6.  | Berliner Tennis-Club Borussia | 18  | 6  | 4 | 8  | 038:520 | 0,73  | 16:20  |
| 7.  | BTuFC Union 1892              | 18  | 6  | 2 | 10 | 040:440 | 0,91  | 14:22  |
| 8.  | SC Union Oberschöneweide      | 18  | 3  | 3 | 12 | 040:550 | 0,73  | 09:27  |
| 9.  | BFC Berolina                  | 18  | 4  | 1 | 13 | 025:640 | 0,39  | 09:27  |
| 10. | Vorwärts 90 Berlin            | 18  | 3  | 0 | 15 | 032:740 | 0,43  | 06:30  |

| (M) | Titelverteidiger |